# Гасан-Джалаляны
Гасан-Джалаляны (арм. Հասան-Ջալալյաններ) — армянский княжеский род  XIII—XVIII веков в Хачене на территории Нагорного Карабаха. Родоначальник фамилии — Гасан-Джалал Дола. Изначально являлись князьями Нижнего Хачена, с XIII века сюзерены всего Хаченского княжества. В XV—XVIII веках — мелики. В течение XIII—XVIII веков Хачен стал центром армянской политической самостоятельности и сохранил, по меньшей мере, свою автономию при монгольском, туркоманском и сефевидском владычестве. Титул мелика Гасан-Джалаляны сохранили вплоть до присоединения армянских земель к России в XIX веке.

## Происхождение династии
После падения династии Михранидов, правителей Кавказский Албании, власть в области перешла к одной из ветвей армянского  рода Сюни, резиденция которых находилась в замке Хачен. Сюниды Хачена оказались чрезвычайно ловкими и сильными, приняв к XIII веку царский титул и сохраняя свою автономию в эпоху монголов и туркоман. В XV веке семья разбилась на четыре ветви, каждая из которых, получил титул мелика в различных областях на территории прежнего княжества. К роду Сюни относились и Гасан-Джалаляны. В XIII веке Гасан-Джалаляны были в числе тех армянских княжеских родов которые возвысились под грузинским сюзеренитетом. Гасан-Джалаляны, подобно Орбелянам, Хахбакянам и Допянам, непосредственно подчинялись Закарянам. Гасан-Джалаляны предприняли кампанию по восстановлению масштабной армянской культурной деятельности в горном регионе, включая монастыри и памятники.

Флаг рода Гасан-Джалалянов

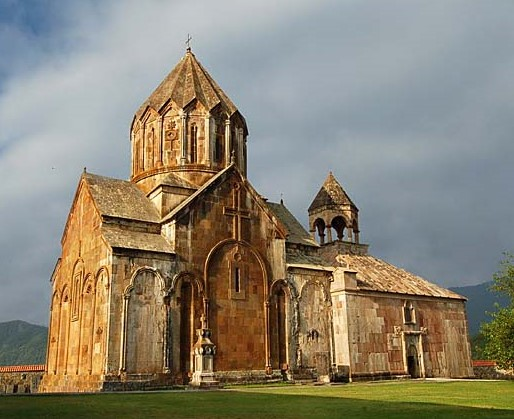
Монастырь Гандзасар, построенный основателем династии Гасан-Джалалом и завершенный его сыном Иванэ-Атабак I

В конце XII века Хаченское княжество разделилось на три ветви (Нижний Хачен, Верхний Хачен и Атерк), сюзеренными правами среди которых изначально владели князя Атерка. В 1214 году скончался последний атеркский князь Вахтанг Тагаворазн, а с 1216 года территории его правления были поделены между Верхним и Нижним Хаченом, где правили зятья правителей Армении Иванэ и Закаре Закарянов. В 1214 году правление над Нижнем Хаченом унаследовал Гасан-Джалал Дола — сын князя Вахтанга II Тангика и Хоришах — дочери Саркиса Закаряна и Саакандухт Арцруни. Тогда же он становится сюзеренным правителем всего Хачена и родоначальником династии Гасан-Джалалянов. Американский историк Роберт Хьюсен пишет о происхождении Гасан-Джалала:

Происхождение [Хасана-Джалала] можно проследить вплоть до IV века, и в его роду встречаются представители следующих домов: по мужской линии: 1) князья (позднее цари) Сюника. По линии нескольких княгинь, вышедших замуж за его предков, Хасан-Джалал происходил 2) от царей Армении или династии Багратуни, с центром в Ани; 3) от армянских царей Васпуракана династии Арцруни, с центром в районе Ван; 4) князей Гардмана; 5) персидской династии Сасанидов и 6) Аршакидов, второго царского дома Албании, которые в свою очередь, были потомками 7) царей древней Парфии (13).

От имени одного из знатных князей Хачена — Вахтанга Сакара ветвь Араншаиков Нижнего Хачена в то время именовалась также Вахтангян. В Верхнем Хачене правили родственные им князя из рода Допян. После смерти Григора II Допяна они окончательно утратили своё политическое влияние. В годы правления Гасан-Джалала (1214—1261) Хачен являлся одним из центров армянской духовности и национальной культуры. Гасан-Джалал Дола становится родоначальником династии Гасан-Джалалян. Родовые крепости и замки Гасан-Джалалянов были Хоханаберд, Дарпасы, Качахакаберд. В 1216—1238 был построен Гандзасарский монастырь, один из шедевров армянского средневекового зодчества. Современники похвально отзывались о Гасан-Джалале:

…великий ишхан Хачена и областей Арцаха Гасан, которого ласково называли Джалалом — муж благочестивый, богобоязненный и скромный, армянин по происхождению.— 
После убийства Гасан-Джалала Аргун-ака, его наследником становится единственный сын Иванэ-Атабак I. Он продолжил культурное строительство отца. Дальнейшие потомки Гасан-Джалалянов в исторических источниках не отмечаются особыми культурно-строительскими делами, хотя и являлись хранителями национальных-христианских традиции армян Хачена. С XIV века католикосы Агванского католикосата также избирались из рода Гасан-Джалалянов. В XV веке родовое владение Гасан-Джалалянов Гандзасар становится центром Агванского католикосата Армянской церкви. Во время набегов Тамерлана, правления Кара-Коюнлу и Ак-Коюнлу в XV веке, а также после них, Гасан-Джалаляны продолжали править Нагорным Карабахом. С XVI—XVII веков они обладали титулом мелика.
И. П. Петрушевский о Гасан-Джалалянах пишет:

Хасан-Джалалян происходил из знатной армянской фамилии наследственных меликов округа Хачен в нагорной части Карабага, населенной армянами; предок этой фамилии Хасан-Джалал был князем хачена в период монгольского завоевания, в XIII в. При кызылбашском владычестве Хасан-Джалаляны сохранили своё положение меликов хаченских…— 
Представитель династии Гасан-Джалалянов Джалал IV становится последним князем собственно Хаченского княжества. Институт меликств в Нагорном Карабаха окончательно был сформирован при иранском шахе Аббасе I. В 1603 году Хаченское княжество распалось на несколько меликств. Владения Гасан-Джалалянов были ответвлены на меликства Джраберд, Хачен, Гюлистан, ставших основой меликств Хамсы. Хамс становится последним очагом армянского национально-государственного устройства. Авторитетная Энциклопедия Британника отмечает, что армянские меликства Нагорного Карабаха в течение 1722—1730 обрели фактическую независимость. Документ XVIII века отмечает о Хамсе/Карабахе, как о «едином остатке древния Армении сохранявшем чрез многие веки независимость свою». В 1747 году Хамс был захвачен Панах-Али-ханом из племени Джеваншир оймака Сарыджалы из Дизака. Впервые в истории Нагорный Карабах оказался под властью тюркского правителя. Многие из князей Гасан-Джалалянов были изгнаны.

## Князья Гасан-Джалаляны
«...это область (вилайат), трудно доступная, среди гор и лесов; принадлежит к округам (агмал) Аррана; там есть армяне (в персидском оригинале — население «есть армянское»); люди Абхаза (Грузии) называют их падишаха тагавер»
- Гасан-Джалал Дола (†1261)
- Иванэ-Атабак I (1261—1287)
- Джалал II
- Иванэ II
- Джалал III (†1431)
- Агбаст[30] (Бастам) (1431—1456)
- Сайтун (1456—1470-гг)
- Величан[31] (ок. 1470—1510-е гг.)
- Меграб (ок. 1510—1560-гг.)
- Джалал IV (ок. 1570—1590-гг.)

В 1603 году на территории Хаченского княжества образовались несколько меликств.

## Титулатура Гасан-Джалалянов

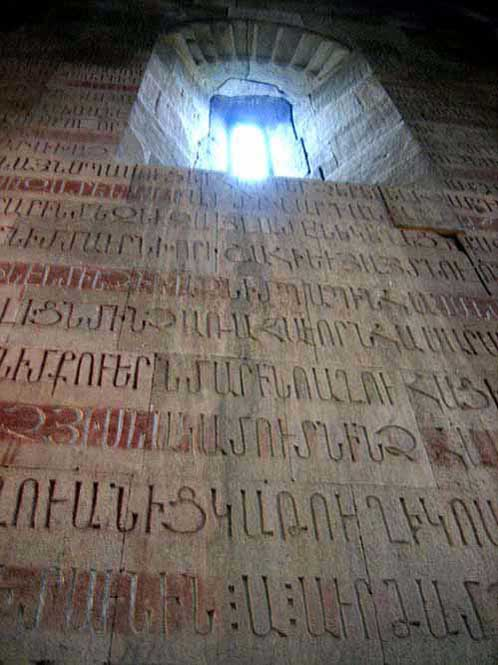
Надпись Гасан-Джалала в Гандзасаре

В источниках Гасан-Джалал Дола носил титулы «коренной самодержцем высокой и обширной провинции Арцах», «царь Хоханаберда» и т. д. В титулатуре князей Хачена встречается также название «Албания», так как с V века армянское правобережье Куры было присоединено к вассальной от Персии Кавказской Албании (V—VIII вв.). С этого исторического периода этот топоним был перенесен и на правобережную территорию Куры. В средневековье, однако, этот термин был всего-лишь историческим пережитком и для армянонаселенного Нагорного Карабаха она не имела какого-либо этнического или культурного содержания. Как отмечает академическая „История Востока“ и другие авторитетные российские специалисты, Нагорный Карабах эпохи Гасан-Джалалянов являлся центром армянской культуры. Источник начала XII века, например, говоря об «Албании», поясняет:«которую ныне называют Глубинной Арменией». В другом месте он пишет, что архиепископ Ширака, отправиться в страну Армянскую в гаварах Агванка. Как отмечают специалисты, хотя в титулатуре Гасан-Джалалянов иногда и присутствовало формулировка «князь Албании», тем не менее они этнически идентифицировали себя исключительно как армяне.

### Комментарии
1. ↑  Династия иранского происхождения, однако арменизировавшаяся[10].